# Lea Ackermann
Lea Ackermann (Völklingen, 2 febbraio 1937 – Treviri, 31 ottobre 2023) è stata un'attivista e suora cattolica tedesca delle Suore Missionarie di Nostra Signora d'Africa, che combatteva il turismo sessuale e la prostituzione forzata, prima in Africa dove fondò l'organizzazione Solwodi. Dal 1987 lavorò nello stesso campo in Germania. Ricevette tra l'altro l'Ordine al Merito della Repubblica Federale Tedesca.

## Biografia
Ackermann nacque a Völklingen il 2 febbraio 1937, e crebbe a Saarbrücken. Dopo aver terminato la scuola, lavorò per una banca, per un anno anche a Parigi.
Nel 1960 Ackermann decise di unirsi all'ordine delle Suore Missionarie di Nostra Signora d'Africa, conosciute anche come Suore Bianche. 
  Studiò lingue, teologia, pedagogia e psicologia. Nel 1977 conseguì il dottorato in pedagogia presso l'Università di Monaco (LMU) con una tesi sull'istruzione in Ruanda.
Lavorò come insegnante in Ruanda e Kenya, dove entrò in contatto con donne vittime di sfruttamento sessuale, tratta di esseri umani, turismo sessuale e prostituzione forzata. Nel 1985, insieme al teologo Fritz Köster, fondò l'organizzazione Solwodi a Mombasa, vivendo una vita di "solidarietà con le donne in difficoltà". Il progetto offrì consulenza e formazione per aiutare le donne a rimettersi in piedi. Ackermann fondò successivamente con Agnes Mailu un altro progetto per aiutare le ragazze, Solgidi (Solidarietà con le ragazze in difficoltà).
Dopo il suo ritorno in Germania nel 1987, fondò Solwodi Deutschland, che si sviluppò in un'organizzazione operante in 18 località, con associazioni statali nel Nord Reno-Westfalia, Bassa Sassonia, Renania-Palatino, Baviera, Baden-Württemberg e Berlino. Si prendevano cura delle donne arrivate in Germania come rifugiate o immigrate, che avevano subito sfruttamento sessuale, prostituzione forzata e matrimonio forzato. Le donne ricevevano assistenza sociale e psicologica, sostegno medico e legale e aiuto nella ricerca del lavoro e della casa. Fu ascoltata come esperta al parlamento del Bundestag nel 2013, dove chiese il diritto di residenza per tutte le vittime della prostituzione forzata provenienti da paesi extra-UE. Tenne conferenze e diresse Solwodi fino all'età di 85 anni.
La Ackermann si presentava senza l'abito da suora ma con i vestiti normali, indossando solo una croce come collana. Era residente a Hirzenach, dove viveva in una ex casa sacerdotale tra i vigneti. Per motivi di salute, poche settimane prima di morire, si trasferì in una casa di riposo a Treviri.
Ackermann morì in un ospedale di Treviri il 31 ottobre 2023, all'età di 86 anni.

## Riconoscimenti
- 1996 - Ordine al Merito della Repubblica Federale di Germania
- 2012 - Ordine al Merito della Renania della Repubblica Federale di Germania per il suo lavoro a favore dei diritti delle donne.[7]
- 2014 - Augsburger Friedenspreis[3]
- 2019 - Eine-Welt-Medaille (Una medaglia mondiale) in oro per i successi della sua vita, consegnata dal ministro Gerd Müller del Ministero federale per la cooperazione economica e lo sviluppo.[1][8]

## Opere
- Ackermann, Lea; Fritz Köster, Über Gott und die Welt Gespräche am Küchentisch (in tedesco), Monaco, Kösel, 2007 ISBN 978-3-466-36737-5
- Ackermann, Lea; Filtro Cornelia, Ehm Gottes Willen, Lea! mein Einsatz für Frauen in Not (in tedesco), Friburgo, Herder, 2009 ISBN 978-3-451-06029-8
- Ackermann, Lea; Maria Kreutzer; Alicia Allgäuer, In Freiheit leben, das war lange nur ein Traum mutige Frauen erzählen von ihrer Flucht aus Gewalt und moderner Sklaverei (in tedesco), Monaco, Kösel, 2010 ISBN 978-3-466-30878-1